# 派翠克·羅傑斯
派翠克·羅傑斯（英語：Patrick Rodgers；1992年6月30日—）是一位美國高爾夫球運動員。他曾經就讀於斯坦福大學。在2014年成為職業球員之前，他曾經排名世界業餘選手首位達16週。他贏得過兩個業餘賽事的冠軍。